# Luigi Legnani (musicista)
Luigi Rinaldo Legnani (Ferrara, 7 novembre 1790 – Ravenna, 5 agosto 1877) è stato un chitarrista e compositore italiano.

## Biografia
Nacque a Ferrara da Giuseppe Legnani e Rosa Bassi nel 1790 ma la sua famiglia si trasferì a Ravenna nel 1799, dove morì nel 1877.

Studiò violino e fu voce bianca nel coro della cappella del Duomo di Ferrara. Esecutore di capacità eccezionali, conobbe grandi successi in tutta Europa, specialmente a Vienna. Fu pure ottimo violinista e cantante. 
Esordì come tenore al teatro vecchio di Ravenna nel 1807 a soli 17 anni ma il vero successo arrivò il 2 luglio 1819, quando si esibì al ridotto della Scala di Milano come chitarrista. Con questo strumento fu concertista di successo in tutta Europa. Dal 1819 al 1823 risiedette a Vienna, dove Mauro Giuliani aveva per vari anni raccolto successi con la sua chitarra. La sua attività nella capitale austriaca fu caratterizzata da grandi plausi da parte della critica ma con entrate modeste. Nel 1825 si spostò a Genova. Per alcuni anni si dedicò all'attività didattica (della chitarra e del canto) e allo studio delle tecniche della liuteria. Intorno al 1832 riprese ad esibirsi, traversando con le sue tournée gran parte dell'Europa. A Vienna collaborò con alcuni liutai, partecipando all'introduzione di importanti innovazioni tecniche sulla chitarra ma senza costruire strumenti.
Nel 1835 si recò a Parigi per una serie di concerti, non andati a buon fine per una caduta: si fratturò un braccio e fu sostituito da Fernando Sor e Dionisio Aguado.
(Edward Neill)
Le ultime notizie di suoi concerti sono del 1842 in Spagna; sappiamo che comprendevano brani di chitarra sola e brani di voce tenorile accompagnata da chitarra, eseguite contemporaneamente.
Intorno alla metà del secolo interruppe l'attività concertistica, ritirandosi a Ravenna, dove si dedicò alla liuteria. Morì il 5 agosto 1877 a 86 anni. Durante la sua carriera ebbe occasione di esibirsi insieme a grandi musicisti, come Franz Liszt; con Niccolò Paganini strinse una collaborazione artistica purtroppo poco documentata.
Le sue composizioni, quasi tutte per chitarra sola (fanno eccezione due duetti, un concerto di cui si dispone solo della partitura solistica ed alcuni frammenti vocali), appartengono all'estetica brillante del primo Ottocento e presentano spesso un taglio altamente virtuosistico. In esse si incontrano la struttura operistica e vocale-teatrale tipica di Giuliani e un gusto per le prodezze tecniche alla Paganini. La sua opera più nota e più apprezzata anche a livello didattico è la raccolta dei 36 Capricci op. 20.
Il concerto per chitarra e orchestra composto da Legnani, che sotto un profilo storico assume grande importanza, ci è giunto esclusivamente per quanto riguarda la partitura chitarristica, proveniente da trascrizioni di un autografo del compositore ferrarese. Risulta che Legnani diede almeno un'esecuzione pubblica di tale concerto, nel 1835, presentato col nome Concerto per chitarra e orchestra d'archi. Oggi è nota un'edizione del concerto curata da Francesco Gorio (Suvini Zerboni, 1989), in cui le partiture orchestrali che compaiono sono però una libera ricostruzione del curatore.

## Curiosità
Riguardo alla notizia di un Legnani che in tarda età si sarebbe dedicato alla liuteria, Sergio Monaldini afferma che "non esiste alcuna prova attendibile che Legnani abbia costruito anche una sola chitarra, tantomeno violini: non è stato trovato un solo strumento che porti la sua firma". Lo studioso fa risalire l'origine dell'equivoco ad una voce del dizionario dei liutai di Willibald Leo Freiherr von Luetgendorff nel 1904, che non specifica né il nome di battesimo né le fonti. Riguardo alla notizia di una lunga vecchiaia di solitudine e di povertà, Monaldini esprime dubbi e riporta alcune testimonianze, una delle quali lo ricorda infermo "negli ultimi anni della sua vita" e l'altra che lo ricorda invece come "un bel vecchione, allegro, arzillo, affabilissimo". Legnani passò una vecchiaia agiata in casa del genero, "un facoltoso vicino di casa". 
Non è stato trovato alcun ritratto del musicista.

## Composizioni
- Op. 1  - Terremoto con variazioni
- Op. 3  - Gran ricercario o Studio
- Op. 6  - Gran Capriccio
- Op. 10 -  "Scherzo ossia quattro variazioni a sola chitarra da eseguirsi con un solo dito della mano sinistra"  (Artaria, 1825)
- Op. 16 -  "Gran Variazioni per la chitarra sul duetto (Nel cuor più non mi sento) nell'opera "La molinara" (Artaria, 1824)
- Op. 18 - Variazioni
- Op. 19 - Fantasia brillante e facile per la chitarra
- Op. 20 - 36 Capricci (1822)
- Op. 23 - Duetto concertante per chitarra e flauto
- Op. 30 - Variazioni sull'aria Non più mesta accanto al fuoco
- Op. 32 - Pot-pourri and caprice
- Op. 34 - Gran capriccio
- Op. 60 - Gran studio
- Op. 61 - Gran fantasia
- Op. 63 - 36 Valses di difficoltà progressiva
- Op. 64 - Introduzione, tema, variazione e finale
- Op. 201 - Introduzione e tema con variazioni sopra un motivo della Norma
- Op. 202 - Andante e allegro dall'opera Guglielmo Tell
- Op. 204 - Rondoletto scherzoso
- Op. 224 - Introduzione, tema e variazioni
- Op. 237 - Tema con variazioni
- Op. 238 - Gran pot-pourri
- Op. 250 - Metodo per la chitarra